# Briara
Briara is een monotypisch geslacht van kevers uit de familie van de kortschildkevers (Staphylinidae).

## Soort
- Briara bella Tanokuchi, 1989